# Kalia
Pour les articles homonymes, voir Kalia (homonymie).
Kalia est un district de la sous-préfecture de Maréla au centre de la république de Guinée, à 370 km de Conakry et à 68 km de la ville de Faranah.

## Population
La population rurale vit dans des cases fabriquées en bois et en boue. Récemment la ville a connu un afflux important d'ouvriers venus de tout le pays à la suite de la découverte et du début d'exploration d'un gisement de fer par la société australienne Bellzone.

## Exploitation minière
Un gisement de fer a été découvert. Son exploitation est prévue par la société Bellzone qui a un accod cadre avec l'Etat en 2010 et en 2022, après la liquidations de la société Bellzone, ils ont lancé un appel d'offres pour la reprise de son projet de fer de Kalia.